# Unimog 404
Der Unimog 404, auch als Unimog S und Unimog 404 S bezeichnet, ist ein Fahrzeug der Unimog-Reihe von Mercedes-Benz. Er wurde von 1955 bis 1980 von Daimler-Benz im Mercedes-Benz-Werk Gaggenau gebaut. Es entstanden zwei Typen, der 404.1 und der 404.0, mit insgesamt zehn Baumustern, die als Unimog U82 und Unimog U110 vermarktet wurden. Insgesamt wurden 64.242 Fahrzeuge gebaut, was den Unimog 404 zur bislang meistgebauten Unimog-Baureihe macht. Darüber hinaus gilt er als der in der Öffentlichkeit bekannteste Unimog. Anders als der Unimog 401 ist der Unimog 404 eher ein kleiner geländegängiger 1,5-Tonnen-Lastkraftwagen als ein landwirtschaftliches Fahrzeug. Er diente oft als Fahrgestell für Feuerwehr- und Militärfahrzeuge, allein die Bundeswehr beschaffte 36.638 Einheiten.

## Geschichte und Entwicklung
Nach dem Zweiten Weltkrieg waren in Teilen des späteren Landes Baden-Württemberg französische Truppen stationiert. Bei Daimler-Benz wurden in den Jahren 1951 und 1952 bereits 450 Unimog-Fahrzeuge für die in Deutschland stationierten Truppen bestellt, die 1952 und 1953 in Form der Baureihen 2010 und 401 ausgeliefert wurden. Unabhängig davon beobachteten französische Offiziere im Jahr 1952 die Unimog-Tests auf dem Testgelände „Sauberg“ bei Gaggenau. Sie sprachen die Testfahrer und Konstrukteure an, da sie am Unimog als Militärfahrzeug interessiert waren. Zunächst wurden Informationen mündlich weitergegeben, bis schließlich ein Lastenheft erstellt wurde. Festgelegt wurde, dass das Fahrzeug dem Unimog 2010 ähneln, aber breiter und mit längerem Radstand sein sollte. Die Geschwindigkeit war mit 80 bis 90 km/h projektiert. Der Unimog sollte für eine Nutzlast von 1,5 bis 2 Tonnen bzw. zehn bis zwölf Soldaten ausgelegt sein. Wegen der Zugehörigkeit Frankreichs zur NATO war ein Motor für Benzinbetrieb vorgesehen. Man entschied sich bei Daimler-Benz für den Ottomotor M 180 mit 2,2 Litern Hubraum und einer Leistung von zunächst 85 PS (62,5 kW). Später wurde bei einigen Fahrzeugen auch der M 130 sowie der Dieselmotor OM 615 eingebaut.
Im Sommer 1953 wurden der erste Prototyp mit der Bezeichnung MU 80/0 gebaut, er hat einen planebenen U-Profil-Leiterrahmen mit den Abmessungen 4100 mm × 770 mm, einen Radstand von 2220 mm und eine Spurweite von 1620 mm. Das Fahrerhaus ist eckig und ähnelt optisch nicht dem späteren Serienmodell. Anfangs war der Ottomotor M 180 eingebaut. Später wurde das Fahrzeug von Total für die Flughafenfeuerwehr Frankfurt umgerüstet und erhielt den Dieselmotor OM 615. Es ist in einem Museum in der Oberlausitz erhalten. Ein weiterer Prototyp folgte Anfang 1954, er hat einen Kühlergrill mit feinerem Lochgitter und einen Radstand von 2350 mm. Da das französische Militär nicht wollte, dass das Reserverad auf der Ladefläche montiert ist, wo es Platz für Soldaten nehmen würde, bauten die Daimler-Benz-Ingenieure einen gekröpften Rahmen für den Mitte 1954 entstandenen dritten Prototyp des Unimog 404, sodass das Reserverad unterhalb der Ladefläche montiert werden konnte. Der gekröpfte Rahmen hat zusätzlich bessere Verwindungseigenschaften, wodurch sich die Geländeeigenschaften des Unimogs verbesserten. Später wurde dieses Konstruktionsmerkmal für die folgenden Unimogtypen übernommen. Zwei Prototypen wurden an das französische Militär ausgeliefert.
Das erste Baumustererprobungsfahrzeug der Vorserie wurde im Herbst 1954 gebaut. Es hatte geringere Abmessungen als das spätere Serienfahrzeug. So betrugen der Radstand 2670 mm und die Spurweite 1620 mm, der U-Profil-Rahmen hatte eine Länge von 4450 mm bei einer Rahmenbreite von 770 mm. Das Fahrerhaus war bereits anders als beim Prototyp MU 80/0. Von Mai 1955 bis Januar 1956 wurde die Anfangsserie gebaut, die im Wesentlichen der Vorserie entspricht. Es entstanden insgesamt 578 Exemplare der Anfangsserie. Januar 1956 begann schließlich die Hauptserienproduktion des 404.1. Der Rahmen hat ein U-Profil mit 160 mm × 60 mm, eine Länge von 4700 mm, eine Breite von 770 mm; der Radstand beträgt 2900 mm, die Spurweite 1620 mm. Die ersten 1100 Vor- und Anfangsserienfahrzeuge wurden vom französischen Militär abgenommen.
Mit Aufstellung der Bundeswehr ab 1955 wurde zur Ausstattung mit leichten Transport-LKW in der Klasse LKW 1,5 t gl eine Ausschreibung über 25000 Fahrzeuge veröffentlicht, an der neben Daimler-Benz auch Borgward und Hanomag teilnahmen. Den Zuschlag erhielt Daimler-Benz mit der Vorstellung seines Unimog 404 S, der den Konkurrenten trotz des teuersten Preises mit ca. 18000 DM klar überlegen war. Das Fahrzeug wurde als
- Pritschenlastwagen
- Pritschenlastwagen mit Doppelkabine (Fahrschule)
- Kofferlastwagen mit verschiedenen Aufbauten, u. a. als Funk- und Krankentransportfahrzeug
- Trockenpulverlöschfahrzeug
- Übungsschützenpanzer- und Übungskampfpanzerfahrgestell verwendet.

Die Ausmusterung der Fahrzeuge begann zunächst mit den Pritschenfahrzeugen beginnend ab etwa 1976 und wurde Anfang der 2000er Jahre mit den Rüstsatzträgern und Kofferfahrzeugen abgeschlossen. Nachfolger waren der teilmilitarisierte LKW 2 t tmil gl Unimog U 1300 L sowie der nicht geländegängige teilmilitarisierte LKW 2 t tmil Daimler-Benz L 508, teilweise als Träger für Kabinen.
Mit Einführung der Baureihe 406 im Jahr 1963 sank die Nachfrage nach der Baureihe 404 deutlich. Wurden 1962 noch 6605 Fahrzeuge gebaut, reduzierte sich die Zahl auf 2634 im Jahre 1970 und sogar auf 795 in 1971. Deshalb wurde im selben Jahr die neue Baureihe 404.0 eingeführt, die als hervorstechendste Merkmale das Fahrerhaus der Baureihe 406 und den Sechszylinder Motor M 130 aus der Mercedes S-Klasse und dem SL bekam. 1972 wurde die Baureihe durch das offene Fahrerhaus der Baureihe 416 ergänzt.

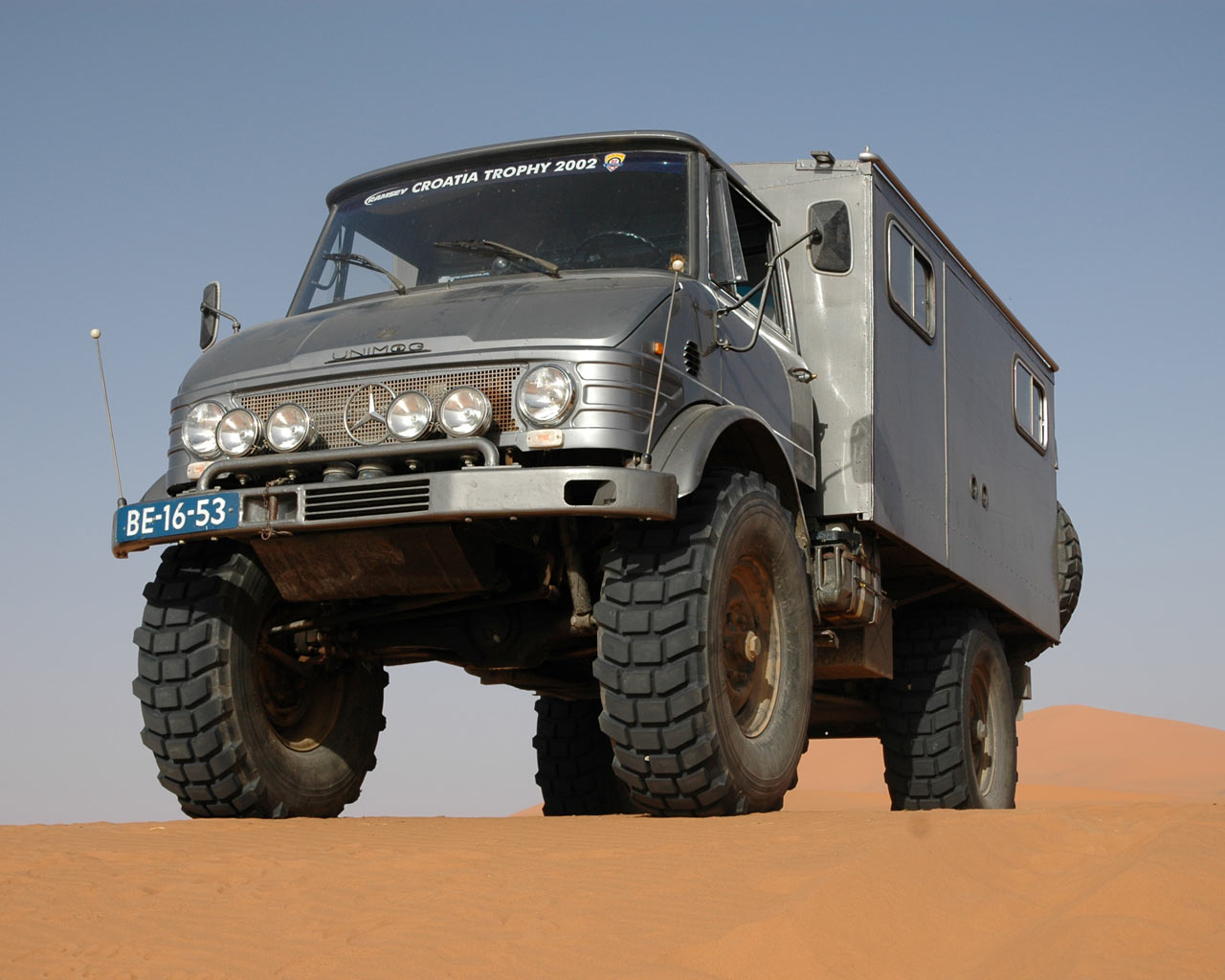
Der Unimog 404.0 hat das Fahrerhaus des Unimog 406. Erkennbar ist dies an den außenliegenden Radnaben, die es bei Unimogs auf Basis der Baureihe 406 nicht gibt.

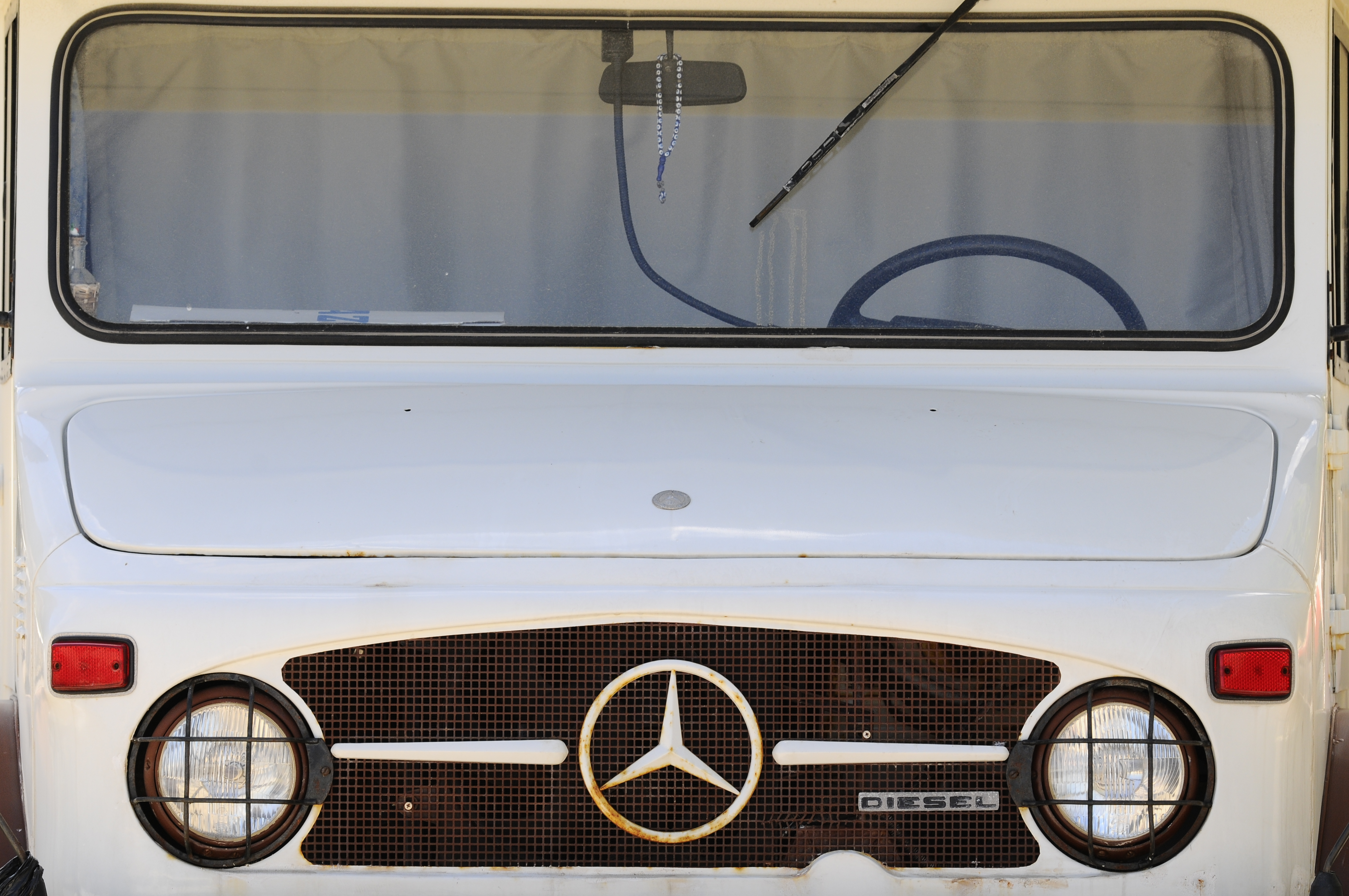
Unimog 404 mit Dieselmotor

## Baumusterübersicht
| Baumuster | 404-Typ | Produktionszeitraum | Fahrerhaus                        | Radstand (mm) | Motorleistung (kW) | Motortyp bzw. Baumuster | Stückzahlen | Anmerkungen                                                           |
| --------- | ------- | ------------------- | --------------------------------- | ------------- | ------------------ | ----------------------- | ----------- | --------------------------------------------------------------------- |
| 404.010   | 404.0   |                     | Klappverdeck                      | 2900          | 81                 | M 130.925               | 113         | Fahrerhaus des Unimog 416, einige Fahrzeuge auch mit M 180.958, 60 kW |
| 404.011   | 404.0   |                     | Ganzstahl                         | 2900          | 81                 | M 130.925               | 1151        | Fahrerhaus des Unimog 406                                             |
| 404.012   | 404.0   |                     | Klappverdeck                      | 2900          | 81                 | M 130.925               | 7           | Fahrerhaus des Unimog 416                                             |
| 404.013   | 404.0   |                     | Ganzstahl                         | 2900          | 81                 | M 130.925               | 520         | Fahrerhaus des Unimog 406                                             |
| 404.111   | 404.1   | 1955–1956           | Klappverdeck                      | 2670          | 63                 | M 180                   | 1210        | 578 davon Anfangsserie, einige Fahrzeuge auch mit 59 und 60 kW.       |
| 404.112   | 404.1   |                     | Klappverdeck, Ganzstahl           | 2900          | 60                 | M 180                   | 185         |                                                                       |
| 404.113   | 404.1   |                     | Klappverdeck, Ganzstahl           | 2900          | 60                 | M 180.928               | 8106        | Einige Fahrzeuge auch mit M 180.952 mit 68 oder M 130 mit 81 kW       |
| 404.114   | 404.1   | 1956–1980           | Klappverdeck, Torso, Koppelkabine | 2900          | 60                 | M 180.953               | 50321       | Einige Fahrzeuge auch mit M 180.952 mit 68 kW                         |
| 404.115   | 404.1   |                     | Ganzstahl                         | 2900          | 60                 | M 180.953               | 2548        | Einige Fahrzeuge auch mit M 180.952 mit 68 kW                         |
| 404.117   | 404.1   | 1969–1970           | Klappverdeck                      | 2900          | 44                 | OM 615                  | 81          | Modell für den portugiesischen Markt mit Dieselmotor                  |

## Technik

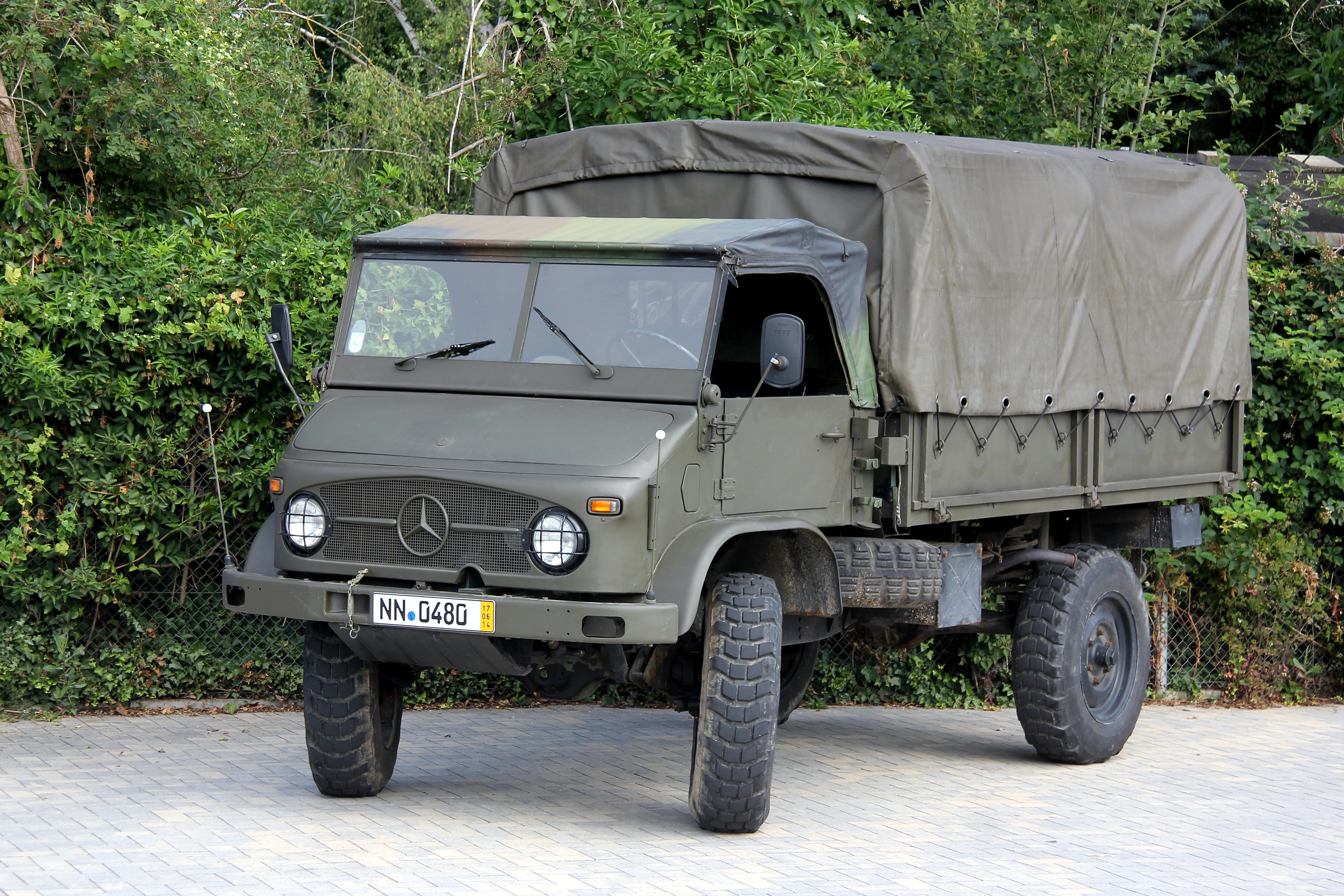
Der Unimog 404.1 Cabrio mit Faltverdeck verfügt über herausnehmbare Seiten-Steckfenster.

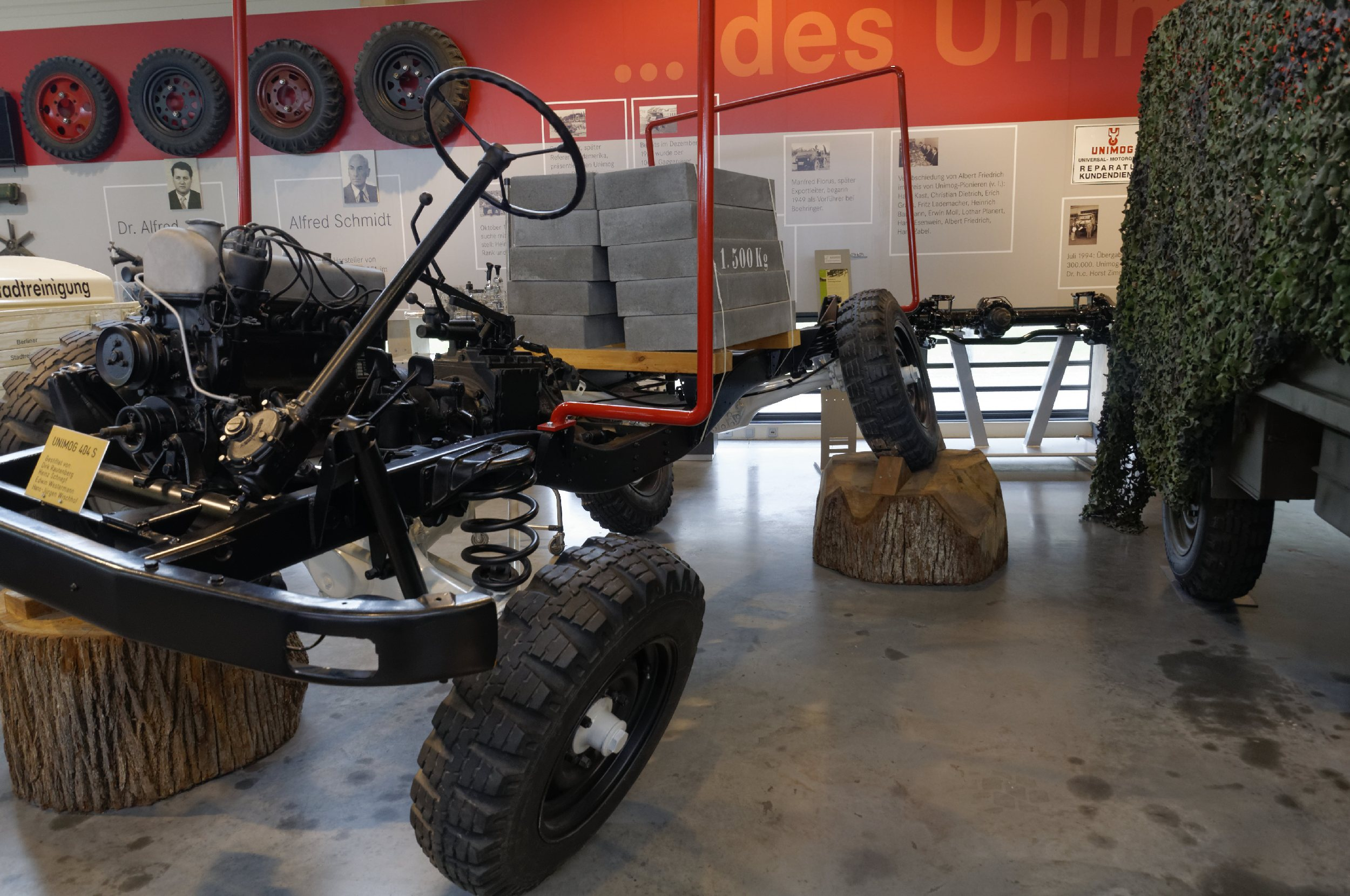
Fahrgestell des Unimog 404 mit gekröpftem Rahmen. Er erlaubt eine besonders große Achsverschränkung.

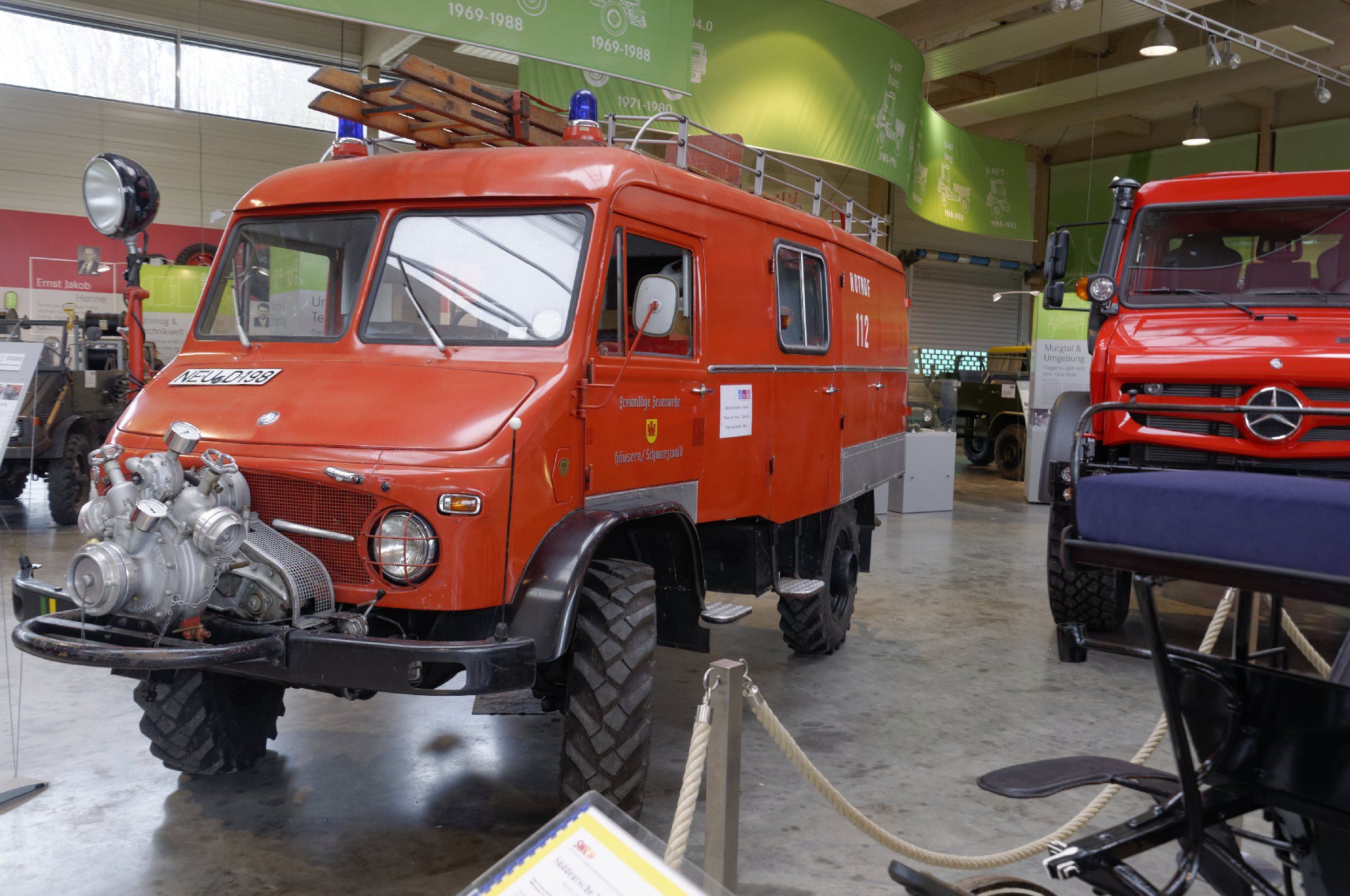
Unimog 404.113 mit viertüriger Kabine.

Der Unimog 404 ist ein kleiner vierrädriger geländegängiger Lastkraftwagen in Kurzhauberbauweise, der für eine Nutzlast von 1500 kg ausgelegt ist. Er ist der erste Unimog mit einem gekröpften Leiterrahmen. Darüber hinaus hat er schubrohrgeführte Portalachsen mit Untersetzungsgetriebe sowie Schraubenfedern mit hydraulischen Teleskopstoßdämpfern für Vorder- und Hinterachse. Alle vier Räder und Reifen sind gleich groß. Standardmäßig ist das Fahrzeug mit hydraulisch betätigten ATE-Trommelbremsen ausgestattet. Der 404 ist hinterradgetrieben, der Vorderradantrieb kann, ebenso wie eine Differenzialsperre, zugeschaltet werden.
Ein wassergekühlter Ottomotor des Typs M 180 mit einem Hubraum von 2195 cm³ treibt den 404.1 an. Mehrere Baumuster dieses Motors für den Unimog 404 sind belegt, mit Leistungen von 80, 82, 85 und 92 DIN-PS (59, 60, 63, 68 kW). Er ist mit einem Geländevergaser Typ Zenith 32 NDIX ausgerüstet und überträgt die Antriebskraft über eine Einscheibentrockenkupplung des Typs Fichtel & Sachs K 16 Z auf ein vollsynchronisiertes Daimler-Benz-Sechsganggetriebe des Typs UG 1/11. In den ersten beiden Gängen kann rückwärts gefahren werden. Die Fahrzeuge der Anfangsserie hingegen hatten kein synchronisiertes Getriebe. Ein angeflanschter Nebenabtrieb für eine Zapfwelle war für das Getriebe erhältlich; über die Zapfwelle (35 mm; 1,375 in) kann eine Leistung von bis zu 50 PS (37 kW) bei 1000 min−1 abgegeben werden.
Den 404 gibt es sowohl mit geschlossener zweitüriger Kabine als auch als zweitüriges Cabrio-Fahrzeug mit abnehmbaren Verdeck. Die Windschutzscheibe des 404.1 ist geteilt, während der 404.0, der das Fahrerhaus des 406 hat, eine durchgehende Windschutzscheibe hat. Lediglich die Modelle mit geschlossenem Fahrerhaus haben Seitenscheiben. Spezialfahrzeuge auf Unimog-404-Fahrgestell, wie z. B. Feuerwehrfahrzeuge, wurden teilweise auch als Viertürer gebaut.

## Technische Daten
| Baumuster                        | 404.111                                      | 404.1xx | 404.0xx                                      | 404.117                                       |
| -------------------------------- | -------------------------------------------- | --- | -------------------------------------------- | --------------------------------------------- |
| Bezeichnung                      | U82 (Anfangsserie)                           | U82 (Hauptserie) | U110                                         | U60                                           |
| Produktionszeitraum              | 1955–1956                                    | 1956–1980 | 1971–1980                                    | 1969–1970                                     |
| Masse (ca.)                      | 2900 kg                                      | 2970 kg | 2970 kg                                      |                                               |
| Länge                            | 4600 mm                                      | 4925 mm | 5025 mm                                      |                                               |
| Breite                           | 2130 mm                                      | 2140 mm | 2130 mm                                      |                                               |
| Höhe                             | 2190 mm                                      | 2190 mm | 2250 mm                                      |                                               |
| Radstand                         | 2670 mm                                      | 2900 mm | 2900 mm                                      | 2900 mm                                       |
| Spurweite                        | 1620 mm                                      | 1620 mm | 1620 mm                                      | 1620 mm                                       |
| Bodenfreiheit                    |                                              | 400 mm |                                              |                                               |
| Ladeflächenlänge                 | 2700 mm                                      | 3000 mm | 3000 mm                                      |                                               |
| Ladeflächenbreite                | 2000 mm                                      | 2000 mm | 2000 mm                                      |                                               |
| Bordwandhöhe                     | 500 mm                                       | 500 mm | 500 mm                                       |                                               |
| Kraftstofftankvolumen            | 2 × 60 l                                     | 2 × 60 l |                                              |                                               |
| Reifen                           | 10–20                                        | 10–20 | 10.5–20                                      |                                               |
| Motorenmodell                    | M 180/II U                                   | M 180/II U | M 130                                        | OM 615.912                                    |
| Bauart                           | Wassergekühlter Reihensechszylinderottomotor | Wassergekühlter Reihensechszylinderottomotor | Wassergekühlter Reihensechszylinderottomotor | Wassergekühlter Reihenvierzylinderdieselmotor |
| Kraftstoffsystem                 | Geländevergaser Typ Zenith 32 NDIX           | Geländevergaser Typ Zenith 32 NDIX |                                              | Vorkammereinspritzung                         |
| Hubraum                          | 2195 cm³                                     | 2195 cm³ | 2778 cm³                                     | 2197 cm³                                      |
| Bohrung × Hub                    | 80 mm × 72,8 mm                              | 80 mm × 72,8 mm | 86,5 mm × 78,8 mm                            | 87 mm × 92,4 mm                               |
| Verdichtungsverhältnis           | 7:1                                          | 7:1 | 7,8:1                                        |                                               |
| Nennleistung (DIN 70020)         | 85 PS (63 kW)                                | 80–82 PS (59–60 kW) bei 4850 min−1 | 110 PS (81 kW) bei 4800 min−1                | 60 PS (44 kW) bei 4200 min−1                  |
| Maximales Drehmoment (DIN 70020) | 16,1 kp·m (158 N·m) bei 3200 min−1           | 14,6 kp·m (143 N·m) bei 3200 min−1 | 19 kp·m (186 N·m) bei 3200 min−1             | 12,8 kp·m (126 N·m) bei 2400 min−1            |
| Getriebe                         | Nicht synchronisiertes Sechsganggetriebe     | Vollsynchronisiertes Sechsganggetriebe | Vollsynchronisiertes Sechsganggetriebe       |                                               |
| Höchstgeschwindigkeit            | 6. Gang: 95 km/h                             | 1. Gang: 7 km/h 2. Gang: 13 km/h 3. Gang: 24 km/h 4. Gang: 44 km/h 5. Gang: 72 km/h 6. Gang: 95 km/h 1. Rückwärtsgang: 6 km/h 2. Rückwärtsgang: 10 km/h | 6. Gang: 100 km/h                            |                                               |
| Steigfähigkeit                   |                                              | 1. Gang: 70 % 2. Gang: 45 % 3. Gang: 23 % 4. Gang: 11.5 % 5. Gang: 6,5 % 6. Gang: 3,5 %                                                                 |                                              |                                               |
| Quelle                           | [ 38 ]                                       | [ 38 ] | [ 38 ]                                       |                                               |